# 冈格奥
冈格奥（Gangoh），是印度北方邦Saharanpur县的一个城镇。总人口53947（2001年）。

## 人口
该地2001年总人口53947人，其中男性29831人，女性24116人；0—6岁人口8655人，其中男4680人，女3975人；识字率40.09%，其中男性为46.96%，女性为31.60%。